# あけぼの (人工衛星)
あけぼの (EXOS-D) は、旧文部省宇宙科学研究所が打上げた地球磁気圏観測衛星である。開発・製造は日本電気が担当した。文部省は第12号科学衛星と位置づけた。

## 目的
当機の主なミッションはオーロラの観測である。オーロラは地球周辺の荷電粒子が下向きに加速され、大気圏に降り注ぐことで発生するが、この加速を生み出すメカニズムは未知の部分が多かった。当機は特に、この加速機構を解明することを目標とした。これを達成するため、粒子の加速が起こっている領域を通過する軌道をとり、また地球周辺環境のマクロな構造、エネルギーの輸送過程を調べることができるよう設計された。
2011年以降は、科学コミュニティからの要請と観測機器の状況を考慮して、ヴァン・アレン帯などの内部磁気圏現象と太陽活動の関連の解明を主な目的として運用された。

## 機体の特徴
当機は特に放射線強度の高い宙域をしばしば横切るため、世界に先駆けて耐放射線設計が成され、従来の10倍の放射線に対応した。また機体の帯電・放電に対処するため、表面全てが電気伝導性を持つよう作られている。高感度の磁場計測器(MGF)の支持には伸展マスト方式が新たに開発され、採用された。これらの技術は後に「GEOTAIL」、「のぞみ」などにも採用されている。
姿勢制御はスピン安定方式と磁気トルカによる。なお、本機は、本来3段構成のM-3SIIにアポジキックモータを追加して打ち上げられた。本機用のキックモータは、伸展ノズルを採用しており、M-V開発の基礎データを収集した。

### 観測機器
- 電場計測器 (EFD) - 劣化により運用停止(1996年よりデータ異常)
- 磁場計測器 (MGF)
- 低エネルギーイオン検出器 (LEP)
- 熱的・非熱的イオン質量分析器 (SMS) -- カナダが製作- 劣化により運用停止
- 熱的電子検出器 (TED)
- ELF・VLF波動検出器
- HF波動検出器・トップサイドサウンダー (PWS)
- 可視・紫外オーロラ撮像機 (ATV) - 劣化により運用停止(打ち上げ後1年で放射線による劣化)
- 放射線モニタ (RDM)

## 運用
当機は1989年2月22日8時30分にM-3SIIロケット4号機によって内之浦宇宙空間観測所から打ち上げられ、近地点272km、遠地点10,472km、軌道傾斜角75.1度の軌道に投入された。同年4月3日までに観測機器の起動を終え、観測体勢に入った。
当機の運用にあたり、データ取得率を上げるために内之浦、プリンスアルバート（カナダ）、エスレンジ（スウェーデン）にある宇宙局のアンテナを使用したほか、南極の昭和基地にも新たに11mのアンテナを建造した。なお昭和基地とプリンスアルバートでの定常受信は2003年に終了した。
また、当機は太陽地球系物理学国際共同観測計画 (ISTP) に先だって打ち上げられ、GEOTAIL(JAXA/NASA)やCluster(ESA)などの各国の衛星と協力した観測体制が敷かれた。
当機の設計寿命は1年であったが、宇宙理学委員会の審査により、2006年、2010年、2013年と繰り返し運用延長が決定され2015年まで26年間に渡り運用された。放射線により電場観測器（EFD）、オーロラ画像カメラ（ATV）は運用初期に観測を終了したが、打ち上げから20年が経過した2009年時点では、いくつかの観測機器が劣化しているものの、ほとんどの観測機器が稼働していた。またバッテリー容量も低下しているが、衛星にとって致命的な状態ではない。2007年時点の遠地点は約5000km付近であり、太陽活動周期が2巡する2011年までの運用を予定していた。
2015年4月、本機の運用終了が発表された。2009年3月時点で稼働していた磁場観測器、低エネルギー粒子観測器、熱的イオン観測器、電子温度観測器が故障および劣化により停止しており、遠地点高度の低下による日陰率の増大と観測範囲の縮小、太陽電池の劣化による電力状況の悪化などの理由で、残る低周波プラズマ波動観測器、高周波プラズマ波動観測器、放射線モニターの観測を継続しても、科学的価値のある観測データを充分に得られないと判断された。
そのため、2015年3月下旬から4月中旬の観測好期に行うEISCATレーダーとの共同観測をもって観測を終了、4月23日15時59分停波し、運用を終了した。
2024年11月26日13時48分ごろ、自然落下により南米上空（南緯26.6度、西経54.1度付近）において大気圏に再突入し消滅した。

## 成果
あけぼのの観測データを用いた査読論文は2015年4月時点で311件発表されており、このほか修士論文120件、博士論文36件を含む254件の学位論文が発表されている。本機の成果は、2016年打ち上げのジオスペース探査衛星あらせの観測計画立案およびデータ解析に活用される予定である。